# Catalina de Inglaterra
Catalina de Inglaterra és una pel·lícula històrica espanyola de 1951 dirigida per Arturo Ruiz Castillo i protagonitzada per Maruchi Fresno. Es tracta d'un drama històric sobre Caterina d'Aragó, filla dels Reis Catòlics que es va casar amb Enric VIII d'Anglaterra, i de la que finalment es va divorciar per casar-se amb Anna Bolena.

## Sinopsi
El rei Enric VIII es va casar, per motius polítics, amb Caterina d'Aragó, la filla dels governants d'Espanya. Anys més tard, el rei s'enamora d'Anna Bolena, una bella dama de la reina. Per casar-se amb ella, Enric VIII es va proclamar cap de l'Església d'Anglaterra i es va divorciar de la seva primera esposa.
Però després de tenir una filla i no el nen tan desitjat, fa decapitar Bolena per adulteri i es torna a casar amb Jane Seymour.

## Premis
Medalles del Cercle d'Escriptors Cinematogràfics
| Any  | Categoria    | Pel·lícula     | Resultat   |
| ---- | ------------ | -------------- | ---------- |
| 1951 | Millor acriu | Maruchi Fresno | Guanyadora |

- Fotogramas de Plata al millor intèrpret de cinema espanyol per Maruchi Fresno.[2]
- La pel·lícula va aconseguir un premi econòmic de 450.000 ptes, als premis del Sindicat Nacional de l'Espectacle de 1951.[3]